# George Gima
George Gima (n. 8 martie 1984) este un deputat român, ales în 2024 din partea USR. O analiză din iunie 2025, realizată de Europa Liberă, relevă că el s‑a aflat printre cei 17 parlamentari care dețin proprietăți în București sau județul Ilfov și care, în același timp, încasau chirii de la stat.